# David Blomberg
Anders David Emanuel Blomberg, född 1 februari 1874 i Lindesberg och död 7 mars 1962 i Stocksund, var en svensk inredningsarkitekt. 

Nordiska Kompaniets logotyp formgavs av Blomberg.

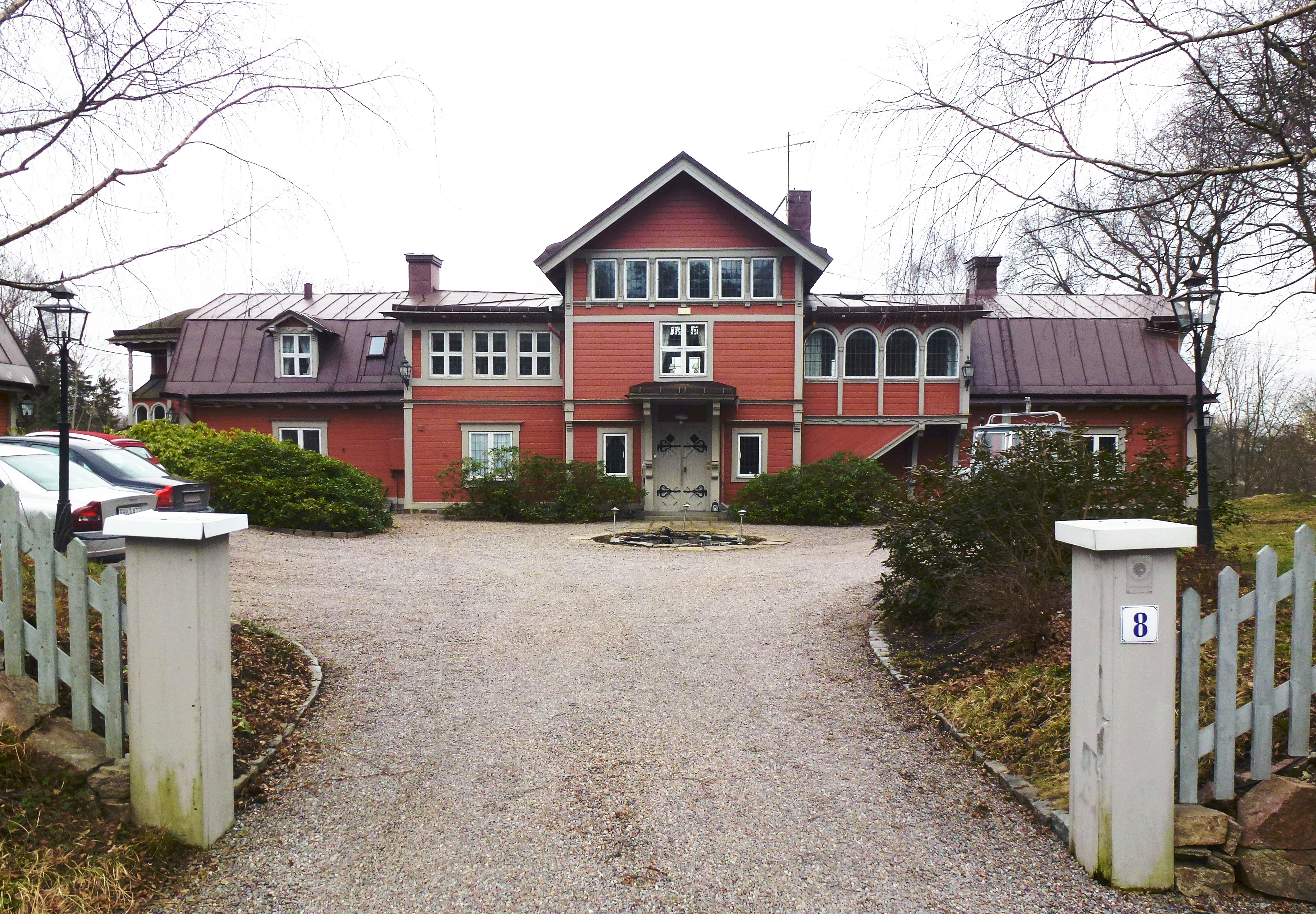
Stockby gård.

## Liv och verk
Föräldrar var apotekaren August Blomberg och Augusta Wasserin. Efter utbildning i vid Tekniska skolan i Stockholm och motsvarande skola i Tyskland ägnade sig Blomberg åt byggnadskonst och konsthantverk och var även verksam som författare. Han var en av grundarna av Konsthantverkarnas gille och deltog i en rad utställningar.
Blomberg praktiserade hos bland andra Agi Lindegren och Carl Grabow. Han var anställd hos varuhuset NK där han 1902 startade NK:s första möbelavdelning vars avdelningschef han blev och han formgav även företagets logotyp, de sammansatta bokstäverna "N" och "K" som kan ses på NK-klockan i Stockholm. 
Han etablerade 1917 en egen inredningsfirma i NK:s gamla varuhus vid Stureplan (numera Johnsonlinjens hus) och det egna företaget Sala möbelfabrik. Han deltog på möbelutställningar i bland annat London, S:t Petersburg, Paris, Köln och Barcelona samt i flera svenska städer. 
David Blomberg och hans ättlingar bodde mellan 1927 och 1991 på Stockby gård i Stocksund, nuvarande Danderyds kommun. Han var far till inredningsarkitekten och författaren Sten Blomberg, arkitekten Curt Blomberg och upptäcktsresanden Rolf Blomberg.
David Blomberg är begravd på Danderyds kyrkogård.

### Skönlitteratur
- En menig : en karolinsk tidsbild. Iduns romanbibliotek, 99-3111059-7 ; 51. Stockholm: Idun. 1910. Libris 1612144
- Efraims ö : ord och bild / av Peter Spigg. Stockholm: Lagerström. 1912. Libris 2567851
- I förskingringen : novell / av Peter Spigg. Iduns romanbibliotek, 99-3111059-7 ; 60. Stockholm: Idun. 1913. Libris 2567852
- Övergångstider / av David Linde. Stockholm: Norstedt. 1915. Libris 53849
- Uvdalens patroner / av David Linde. Stockholm: Norstedt. 1917. Libris 1655068

### Varia
- Modern svensk elektrisk belysningsarmatur. Svenska slöjdföreningens tidskrift, 0284-0340 ; Specialnummer 3. Stockholm. 1922. Libris 2567854
- Rumsinredningar i städernas offentliga byggnader : några ströexempel. [Stockholm]. 1924. Libris 8866695
- Bergsmän och borgare : minnen och anteckningar från en gammal svensk bygd. Stockholm: Gebers. 1936. Libris 490928
- En nittiotalsyngling. Stockholm: Geber. 1950. Libris 1171682
- Livskvadronen av K III i Fellingsbro. 1957. Libris 12159396